# Björn Goldschmidt

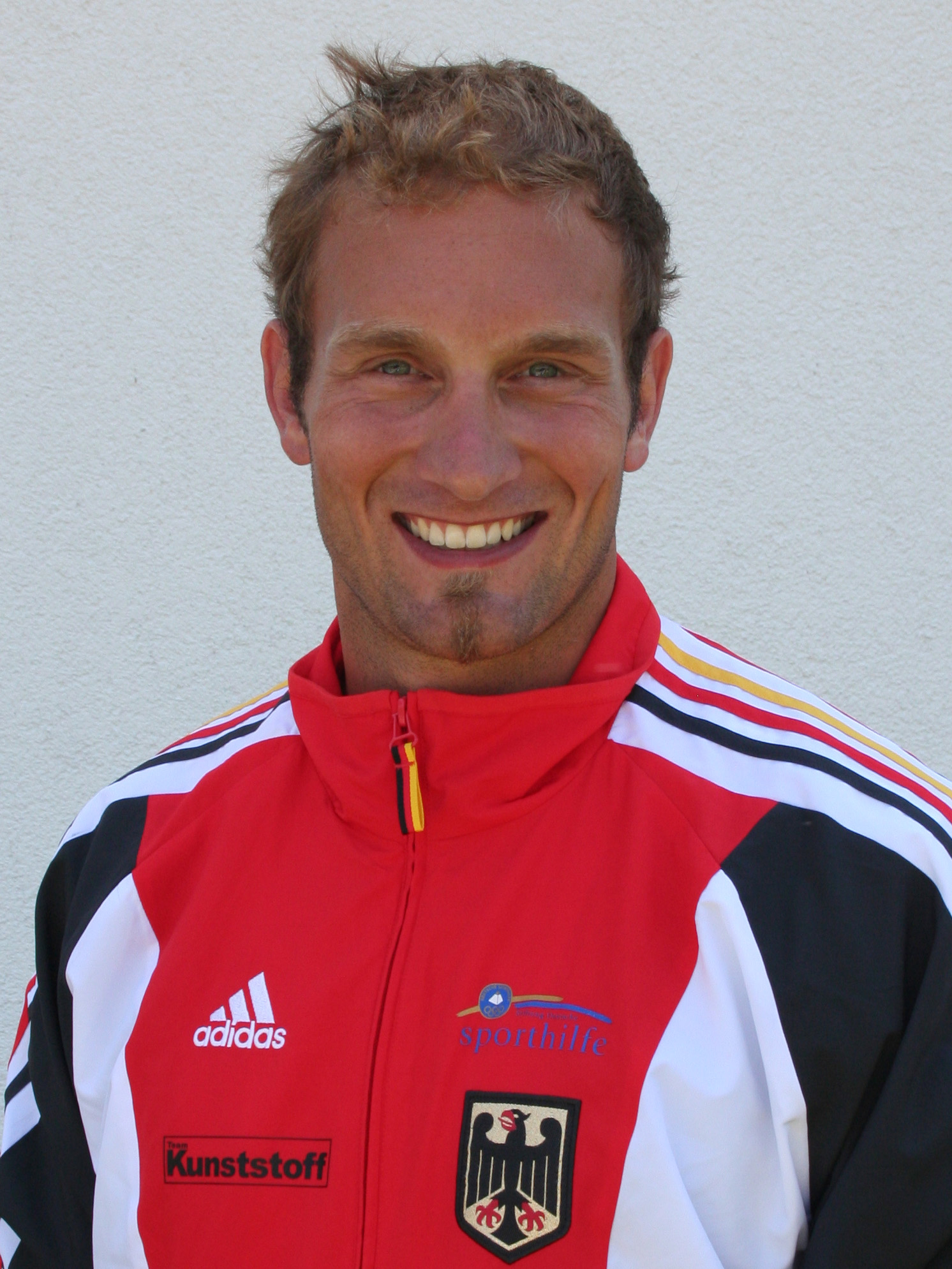
Björn Goldschmidt (Juli 2008)

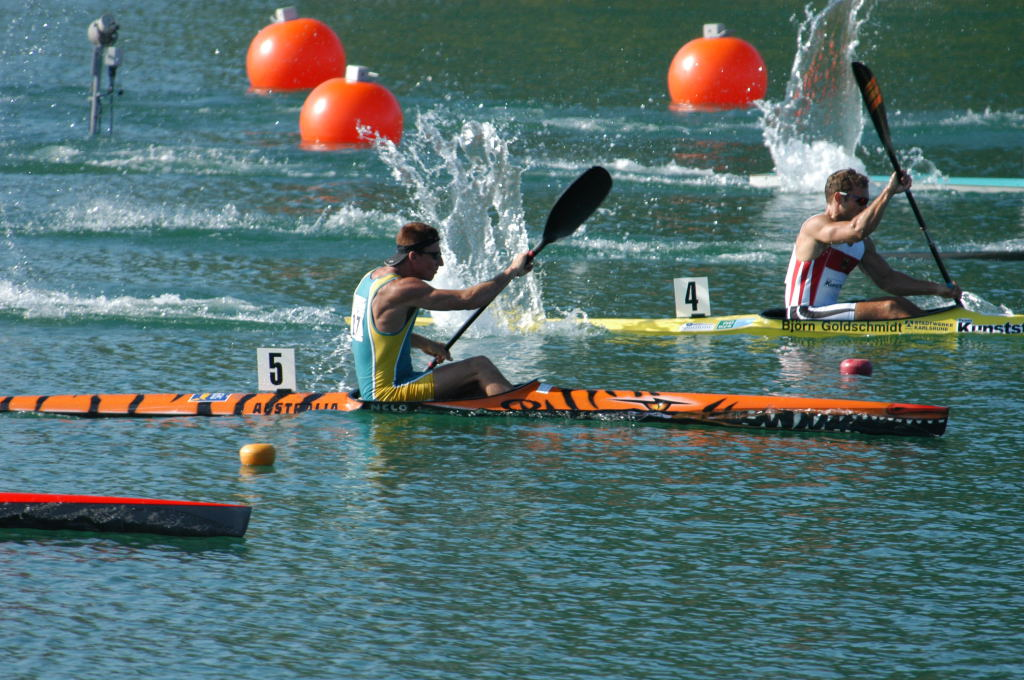
Björn Goldschmidt (rechts) bei der WM 2005

Björn Goldschmidt (* 3. Dezember 1979 in Karlsruhe) ist ein deutscher Kanute.
Bei den Weltmeisterschaften 2005 errang der Kanurennsportler der Rheinbrüder Karlsruhe die Silbermedaille im Vierer-Kajak über 200 m. Zwei Jahre später wurde er bei den Weltmeisterschaften 2007 in Duisburg mit dem Vierer-Kajak Weltmeister über 1000 m. Im Jahr 2008 qualifizierte er sich zusammen mit Lutz Altepost, Torsten Eckbrett und Norman Bröckl für die Olympischen Spiele in Peking, wo sie die Bronzemedaille gewannen.
Für seine sportlichen Leistungen wurde er von Bundespräsident Köhler mit dem Silbernen Lorbeerblatt geehrt.
Björn Goldschmidt ist der ältere Bruder von Arnd Goldschmidt.